# Сигово (деревня, Тверская область)
Сигово — опустевшая деревня в Осташковском городском округе Тверской области.

## География
Находится в западной части Тверской области на расстоянии приблизительно 18 км на юго-запад по прямой от города Осташков к северо-западу от станции Сигово.

## История
Отмечена была еще на карте 1939 года как поселение с 9 дворами. До 2017 года входила в Замошское сельское поселение (Тверская область) Осташковского района до их упразднения.

## Население
Численность населения не была учтена как в 2002 году, так и в 2010.